# Mirzapur-cum-Vindhyachal
Mirzapur-cum-Vindhyachal es una ciudad y municipio situado en el distrito de Mirzapur en el estado de Uttar Pradesh (India). Su población es de 234871 habitantes (2011). Se encuentra a 650 km de Nueva Delhi.

## Demografía
Según el censo de 2011 la población de Mirzapur-cum-Vindhyachal era de 234871 habitantes, de los cuales 125601 eran hombres y 109270 eran mujeres. Mirzapur-cum-Vindhyachal tiene una tasa media de alfabetización del 76,47%, superior a la media estatal del 67,68%: la alfabetización masculina es del 82,17%, y la alfabetización femenina del 69,91%.